# NGC 2307
NGC 2307 est une vaste galaxie spirale barrée située dans la constellation du Poisson volant. NGC 2307 a été découverte par l'astronome britannique John Herschel en 1834.

## Caractéristiques
Sa vitesse par rapport au fond diffus cosmologique est de 4 664 ± 41 km/s, ce qui correspond à une distance de Hubble de 68,8 ± 4,9 Mpc (∼224 millions d'al).
La classe de luminosité de NGC 2307 est II.

## Morphologie
NGC 2307 a été utilisée par Gérard de Vaucouleurs comme une galaxie de type morphologique SB(rs)ab dans son atlas des galaxies,.